# Campanula filicaulis
Campanula filicaulis är en klockväxtart som beskrevs av Michel Charles Durieu de Maisonneuve. Campanula filicaulis ingår i släktet blåklockor, och familjen klockväxter. Inga underarter finns listade i Catalogue of Life.